# Терны (Кривой Рог)
Терны (укр. Терни) — исторический район Кривого Рога, бывший рабочий посёлок и самостоятельный город в 1958—1969 годах.

## История
Возник как горняцкий посёлок Первомайское Первомайского рудника, впоследствии получивший статус посёлка городского типа. В 1957 году переименован в Терны. В 1958 году посёлку Терны был присвоен статус города. В 1965 году городе был открыт кинотеатр «Восход» высшего разряда с залом на 716 мест. В 1968 году была установлена широкоформатная установка. Ежедневно демонстрировалось шесть сеансов, проводились культмассовые мероприятия.
23 мая 1969 года вышел Указ Президиума Верховного Совета Украинской ССР № 176 «Об образовании районов в отдельных городах Украинской ССР», согласно которому в городе Кривой Рог за счёт части территории Жовтневого района был образован Терновский район в состав которого и был включён город Терны.

## Характеристика
Жилой массив в северной части Терновского района Кривого Рога. На севере Терны граничат с Северным ГОКом, на востоке с Даманским, на юге и западе с карьерами и отвалами СевГОКа.
Площадь 1,8 га. Имеет 58 улиц, проживает 7156 человек.